# フィラデルフィア・フィリーズ
フィラデルフィア・フィリーズ（英語: Philadelphia Phillies, 略称: PHI、フ軍）は、メジャーリーグベースボール（以下、MLB）ナショナルリーグ東地区所属のプロ野球チーム。本拠地はペンシルベニア州フィラデルフィアにあるシチズンズ・バンク・パーク。

## 概要
19世紀から存在する古豪球団。地元ファンはMLBトップクラスの熱狂ぶりで知られるが、MLB選手に対する調査では2位以下に大差をつけて「最も不快な（obnoxious）ファン」に選ばれたこともあり、いわゆる四大スポーツに範囲を広げたワーストファンを選ぶランキングでは、本拠地が隣接するイーグルスファンと並んで同率1位になっている。
チーム名のフィリー（Philly）は、本拠地フィラデルフィアの略称およびフィラデルフィア市民の通称。ユニフォームは、赤を基調とした縦縞で、2022年までは左袖にも背番号がついていた。この袖の背番号はフィリーズ独特のものであり、唯一無二のデザインとしてチームのアイデンティティでもあったが、2023年からMLBで袖のスポンサー広告が解禁された影響で将来的に広告を入れるため削除された。（なお、2023年のフィリーズは袖にスポンサーを入れなかったため両方とも空白であったが、2024年から袖にスポンサーが入るようになった）
ワールドシリーズの優勝は1980年が初めてである。球団創設以来、1970年代後半からの最初の黄金時代までは、ほとんどの時期を下位で過ごす万年弱小球団だった。特に1918年から1948年までの31年間ではシーズン勝ち越しが1度だけ、更にシーズン100敗を12回も記録した。2007年7月15日、アメリカ・プロスポーツチームでは初となる通算10000敗を記録した。しかし近年は上位で安定しており、2009年にチーム史上初のナショナルリーグ連覇を達成。2004年にシチズンズ・バンク・パークが開場してからは観客動員数でも上位に名を連ねており、名実ともにMLBを代表する人気球団のひとつになっている。
フィリーズは長年に渡って黒人選手の受け入れを拒んできた。フィラデルフィアの宿舎が黒人選手の宿泊拒否を通告したり、ジャッキー・ロビンソンがメジャーデビューした時、当時のフィリーズの監督や選手が、「ロビンソンが出場するなら、フィリーズ選手はフィールドに出ない」と発言し、大きな波紋を呼んだ。フィリーズで黒人選手がデビューしたのはロビンソンがデビューしてから10年後の1957年のことで、ナショナルリーグで最も遅かった。
マスコットはフィリー・ファナティックという緑色の架空の生き物で、MLBでは最も有名なマスコットの一人である。キャラクター製作は『セサミ・ストリート』を手がけたハリソンエリクソン社。1978年4月25日に何の予告もなく何気なくスタンドに現れて以降、お茶目でいたずら好きなパフォーマンスが人気を呼び、フィリーズのマスコットとして愛され続けている。
2009年チーム通算9000勝を達成した。リーグ2連覇を果たすが、ワールドシリーズでヤンキースの猛攻にあい、こちらは連覇はならなかった。
2014年、コムキャスト・スポーツネット（Comcast SportsNet、CSN）と新たなテレビ放映権契約を結んだと発表した。2016シーズンから、25年間25億ドル（約2625億円）の大型契約がスタートする。

## 球団の歴史

### 球団創設～19世紀

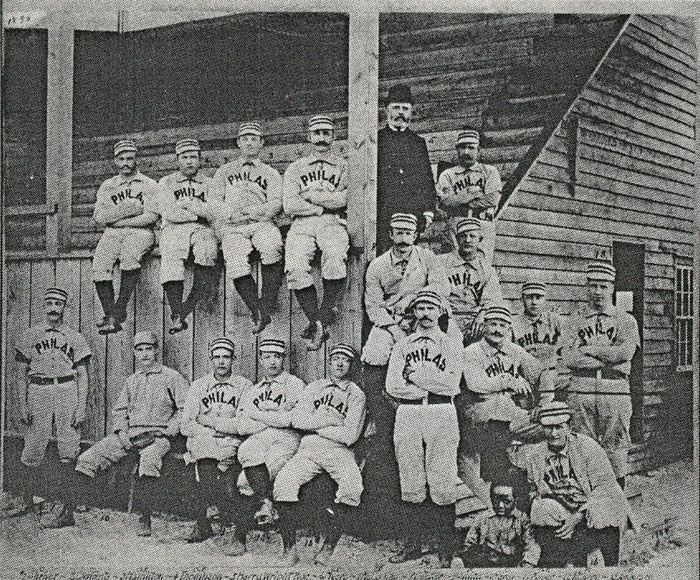
1890年のフィリーズ

1883年、当時スポーツ用品メーカーを経営していたアル・リーチと弁護士のジョン・ロジャースが、ナショナルリーグの新規参入球団募集の際、前年に破綻したウースター・ルビーレッグスのフランチャイズ権を取得し、「フィラデルフィア・クエーカーズ」として新たな球団を創設した。フィリーズの呼称は現在に至るまで変遷はなく、同一名球団としてはMLBで最も長い歴史を持つ。創設1年目は17勝81敗、勝率.173と散々な成績だった。翌1884年からハリー・ライトが監督に就任し、チャーリー・ファーガソン、ダン・ケーシー、チャーリー・バフィントンら有力投手を揃えチームを再建する。1880年代のフィリーズは貧打にあえいでいたが、1890年代になるとサム・トンプソン、ビリー・ハミルトン、エド・デラハンティ、タック・ターナー、ナップ・ラジョイ、エルマー・フリックといった名選手が登場し、攻撃力が増し、フィリーズは常にナショナルリーグの上位に顔を出す強豪となったが、肝心の優勝争いでは首位と10ゲーム以上離されるシーズンが続いた。しかし、1894年にはタック・ターナー(.418)、サム・トンプソン(.407)、エド・デラハンティ(.404)、ビリー・ハミルトン(.403)で4人の4割打者が誕生し、チーム打率.350（.3497）というとてつもない記録をつくった。また、19世紀のフィリーズの正捕手をしていたジャック・クレメンツは、当時から珍しかった「左投げの捕手」としても知られている。1894年に(.418)を記録した、タック・ターナーはスイッチヒッター（左投げ両打ち）ながら打率4割を記録しており、これは4割打者の中でも唯一の記録である。
ところが、1901年にアメリカンリーグが創立され、新たに同じフィラデルフィアを本拠地とするフィラデルフィア・アスレチックス（現・オークランド・アスレチックス）が創設されると、上記選手が次々と移籍。アスレチックスが強豪チームとして成長するのとは対照的に、主力選手を奪われたフィリーズは弱体化の一途を辿る。アスレチックスへの移籍を不服としたフィリーズは州の裁判所にこの移籍の無効を訴え、ラジョイはアスレチックスで1シーズンと1試合、フリックに至っては11試合にしか出場できず、共にクリーブランド・ナップス（現クリーブランド・ガーディアンズ）と再契約することになった。デラハンティはワシントン・セネターズ（現ミネソタ・ツインズ）移籍後の1903年、ナイアガラの滝で謎の転落死を遂げている。

### 初のリーグ優勝～低迷期

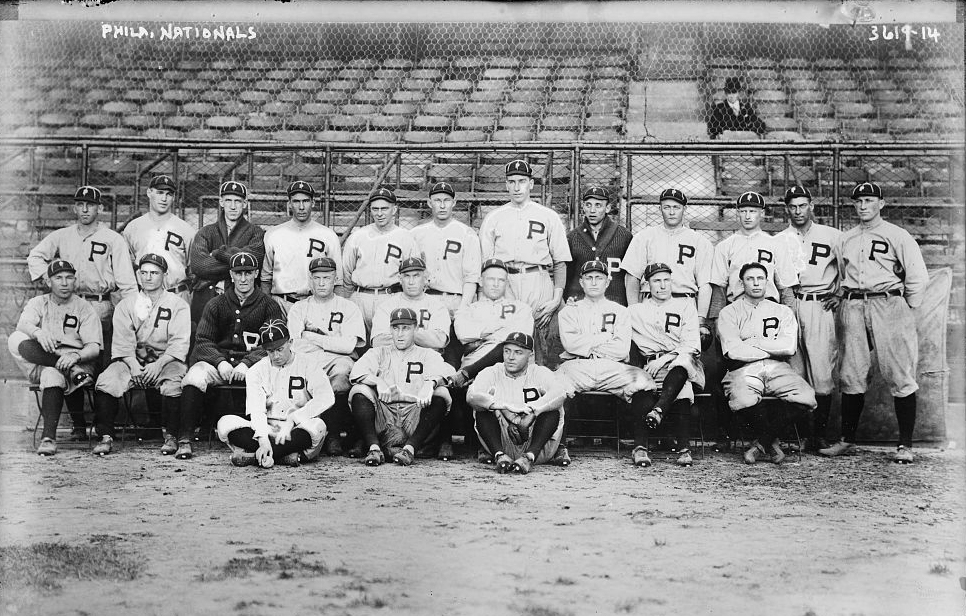
リーグ優勝のフィリーズ　(1915年10月)

1911年、ピート・アレクサンダーがメジャーデビューするとチームは一気に躍進する。デビュー1年目の1911年には28勝でいきなり最多勝、1914年から1917年かけて4年連続の最多勝とチームの大黒柱となる活躍で、1915年にはフィリーズをリーグ初優勝に導く。しかし、1917年限りでアレクサンダーがフィリーズを離れると、またしてもチームは長い低迷期に入る。再びリーグ優勝を遂げる1950年までに勝率5割を超えたのは1932年と1949年のわずか2シーズンのみであった。その間、1928年にチャック・クラインがメジャーデビュー。1930年代に三冠王1回、本塁打王4回などチームの主砲として活躍するが、フィリーズが上位に進出することはなかった。特に1930年代後半から1940年代前半は酷く、10年間で最下位8回、7度の100敗シーズン、勝率は3割台という有様だった。

### 1943～69年　Whiz Kidsの登場～2度目の低迷期

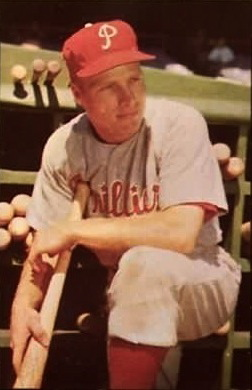
リッチー・アッシュバーン

1940年代後半に入ると、長い低迷から脱却するためにチームは若返りを図る。ロビン・ロバーツ、リッチー・アシュバーンといった有望な若手選手が続々とメジャーデビュー。1949年には彼らの活躍により81勝73敗と勝率5割以上を記録し、33年ぶりに3位に食い込んだ。翌1950年には開幕から好調を維持し、首位を独走、シーズン最終戦でのブルックリン・ドジャース（現・ロサンゼルス・ドジャース）との直接対決を制し、1915年以来となる2度目のリーグ優勝に輝いた。ニューヨーク・ヤンキースとのワールドシリーズでは敗れたものの、若手選手を中心に快進撃を遂げたこの年のフィリーズは「Whiz Kids（神童）」と呼ばれた。しかし、この優勝も束の間、チームは再び低迷期に入る。1960年代にはリーグ優勝に貢献した選手が次々に退団。1958年から4年連続の最下位、1961年には23連敗という不名誉なMLB記録を作ってしまう。そして1964年にはタイガースからジム・バニング投手が移籍し、この年に完全試合を達成するなど活躍しチームも絶好調でシーズン終盤の9月20日時点では90勝60敗で2位のカージナルスに6.5ゲーム差をつけていたのが、残り12試合を2勝10敗して最後は93勝を挙げたカージナルスに逆転されて優勝を逃してしまった。この1964年以外は目立った成績は残せず、せっかくトレードで獲得したエース投手バニングもパイレーツに移り、低迷期は続いた。この間、アスレチックスも長い低迷期を過ごしており、1934年から1967年までに10度の100敗シーズン、勝率5割以上は4回のみ、通算勝率.402だった。また両リーグのシーズン100敗以上の記録を両球団が持っている（アスレチックス：16回、フィリーズ：14回）。

### 1970～83年　初のワールドシリーズ制覇、常勝軍団
1971年、老朽化していたシャイブ・パークからベテランズ・スタジアムに本拠地を移し、同年にスティーブ・カールトンをセントルイス・カージナルスから獲得、1972年にはマイク・シュミットがメジャーデビューする。カールトンは移籍初年度、チームのあげた59勝のうち27勝を稼ぎ出し、シュミットは1974年から3年連続で本塁打王に輝く。彼ら二人を投打の軸として、チームは徐々に上昇気流に乗り出す。1976年、101勝61敗という圧倒的な成績で初の地区優勝に輝くと、1978年まで3年連続で地区優勝を果たす。しかし、プレーオフでは、1976年にシンシナティ・レッズ、1977年、1978年にはドジャースと対戦し、いずれも敗れてしまう。1979年、レッズからピート・ローズが加入し、1980年には4度目の地区優勝。リーグ優勝決定戦でヒューストン・アストロズを破り、30年ぶり3度目のリーグ優勝。ワールドシリーズではカンザスシティ・ロイヤルズを下し、初のワールドチャンピオンに輝いた。1970年代後半から1980年代のフィリーズはまさしく黄金時代だった。カールトン、シュミットの他、通算307本塁打のグレッグ・ルジンスキー、ゴールドグラブ賞8回のギャリー・マドックスや同じく7回のボブ・ブーン、俊足攻守の遊撃手で後にフィリーズの監督も務めたラリー・ボーワら名選手が数多く所属しており、1983年に4度目のリーグ優勝を果たした際には、ローズに加え、トニー・ペレス、ジョー・モーガンら「ビッグレッドマシン」として知られた元レッズの主力選手も加入していた。

### 1984～92年　低迷期
1980年代後半から1990年代前半にかけて、黄金時代を支えた選手がチームを去り、その勢いも衰える。1987年から1992年まで6年連続で負け越しのシーズンが続いた。

### 1993～2004年　復調、再低迷期、新本拠地
1993年には前年最下位ながら、アストロズから移籍したカート・シリング、1番打者のレニー・ダイクストラらの活躍で地区優勝。リーグ優勝決定戦ではアトランタ・ブレーブスを下すという番狂わせを演じ、5度目のリーグ優勝に輝いたが、ワールドシリーズでは前年王者のトロント・ブルージェイズに敗れた。
ストライキが発生した翌1994年以降、チームは再び低迷。1994年から2000年まで7年連続で負け越してしまう。しかしこの間、スコット・ローレン、ボビー・アブレイユ、パット・バレルを初めとした若手選手が台頭。2001年には首位ブレーブスに2ゲーム差と迫る86勝76敗でシーズンを終える。2003年にはジム・トーミが加入し、47本塁打で本塁打王を獲得。チームも終盤までワイルドカード争いを繰り広げた。2004年、人工芝が固いベテランズ・スタジアムから天然芝のシチズンズ・バンク・パークに移転。

### 2005～12年　黄金時代
2006年にはトーミに代わり、正一塁手に就いたライアン・ハワードが打率.313、58本塁打、149打点という驚異的な成績を残し（本塁打は球団記録）、本塁打王、打点王に加え、ナショナルリーグMVPを受賞。チームはこの年に連続地区優勝が止まったブレーブスを押さえ地区2位となったものの、首位メッツには12ゲーム差をつけられてしまった。翌2007年にはジミー・ロリンズが「20・20・20・20」を達成し、MVPを受賞。2年連続でフィリーズの選手がMVPを受賞することとなった。チームもロリンズ、ハワード、チェイス・アトリーを中心とした打撃陣の活躍により、2位メッツを1ゲーム差で抑え、7度目の地区優勝を果たす。しかし、地区シリーズではコロラド・ロッキーズに敗れた。
2008年は、上記の強力な打撃陣に加え、エースに成長したコール・ハメルズ、46歳ながら16勝をあげたジェイミー・モイヤー、守護神のブラッド・リッジらを擁した投手陣も安定感を増し、2年連続で地区優勝を果たした。リーグチャンピオンシップシリーズでロサンゼルス・ドジャースを4勝1敗で下し、15年ぶり6回目のナショナルリーグチャンピオンとなった。アメリカンリーグを制したタンパベイ・レイズを破り、球団史上2度目となるワールドシリーズ制覇を達成した。
2009年は、ハワード、アトリー、ジェイソン・ワース、ラウル・イバニェスの4人が30本塁打以上を記録し、シーズン途中には前年サイ・ヤング賞のクリフ・リーが加入。チームも3年連続で地区優勝を果たす。リーグチャンピオンシップシリーズでは前年同様ドジャースと対戦するが、3勝1敗でこれを下し、史上初の2年連続でナショナルチーグチャンピオンとなった。続くワールドシリーズではニューヨーク・ヤンキースと対戦。共に投打にリーグ屈指の戦力を誇るチーム同士の対戦となったが、2勝4敗でヤンキースに敗れ、2年連続のワールドチャンピオンはならなかった。
2010年にはリーを含む三角トレードでロイ・ハラデイを獲得。また同7月29日には、ヒューストン・アストロズからJ・A・ハップら3選手とのトレードでロイ・オズワルトを獲得し、4年連続の地区優勝を果たしたが、リーグチャンピオンシップシリーズでサンフランシスコ・ジャイアンツに敗れ、リーグ3連覇を逃した。
同年オフ、FAでクリフ・リーが復帰。2011年は、ハラデー、リー、ハメルズ、オズワルトなど、MLB屈指の投手陣を擁し、独走で地区5連覇を達成するも、地区シリーズでセントルイス・カージナルスに敗れ優勝を逃した。
2012年はハワードがアキレス腱断裂でシーズン前半を戦えないため、ジム・トーミが復帰し、課題の救援陣にチャド・クオルズ、クローザーにジョナサン・パペルボンを獲得し、充実することができると同時に地区6連覇を目指すシーズンとなったが、主力の怪我での離脱などもあり3位に終わる。

### 2013～18年　再建期
2013年も苦戦し、8月16日には2005年からチームを率いていたチャーリー・マニエル監督を解任。2014年以降も低迷し、チームは徐々に再建に入った。2014年のオフにジミー・ロリンズを、2015年のシーズン中にジョナサン・パペルボン、コール・ハメルズ、ベン・リビア、チェイス・アトリーをトレードで放出した。2013～18年は勝率が5割を超えることがなく、2015年には全球団中最下位だった。しかし、その間にリース・ホスキンスやアーロン・ノラといった若手も出てきた。

### 2019年～
2018オフシーズンに球団オーナーのジョン・ミドルトンが「呆れるような金の使い方も辞さない」と発言し、大型補強を示唆した。実際に当時のMLB史上最高額となる13年3億3千万ドルの契約を結んだブライス・ハーパーを筆頭に、アンドリュー・マカッチェンやデビット・ロバートソンなど総額5億ドルを超える補強が行われた。
2019年は主力に怪我が相次いだこともあり、81勝81敗、勝率.500の地区4位で終えた。久しぶりに勝率5割にのったが期待ほどの結果は残せず、オフにゲーブ・キャプラー監督を解任。また、ザック・ウィーラーと5年1億1800万ドルで、ディディ・グレゴリウスと1年1400万ドルで契約するなど、この年も補強を進めた。
2021年は、後半戦に首位争いをするなど上昇を見せ地区2位で終了。オフに、ハーパーが球団選手として14年ぶりにMVPに選出された。
2023年は地区2位で終え、ディビジョンシリーズでは首位のブレーブスを3勝1敗で破った。しかしリーグ優勝決定シリーズではダイヤモンドバックスに3勝4敗で破れた。
2024年、7月13日クリストファー・サンチェスがブレーブスのクリス・セールの代役として、ナ・リーグのオールスターゲームに選出されたことにより、2023年のブレーブスに続いてナ・リーグ史上最多タイの8選手が選出となった。また同一チームから5投手の選出はMLB史上初めてのこととなった。

## 選手名鑑

### アメリカ野球殿堂表彰者
- ピート・アレクサンダー (Pete Alexander)
- ディック・アレン (Dick Allen)
- スパーキー・アンダーソン (Sparky Anderson)
- リッチー・アシュバーン (Richie Ashburn)
- デイブ・バンクロフト (Dave Bancroft)
- チーフ・ベンダー (Chief Bender)
- ダン・ブローザーズ (Dan Brouthers)
- ジム・バニング (Jim Bunning)
- スティーブ・カールトン (Steve Carlton)
- ロジャー・コナー (Roger Connor)
- エド・デラハンティ (Ed Delahanty)
- ヒュー・ダフィー (Hugh Duffy)
- ジョニー・エバース (Johnny Evers)
- エルマー・フリック (Elmer Flick)
- ジミー・フォックス (Jimmie Foxx)
- ロイ・ハラデイ (Roy Halladay)
- ビリー・ハミルトン (Billy Hamilton)
- ファーガソン・ジェンキンス (Ferguson Jenkins)
- ヒューイー・ジェニングス (Hughie Jennings)

- ジム・カート (Jim Kaat)
- ティム・キーフ (Tim Keefe)
- チャック・クライン (Chuck Klein)
- ナップ・ラジョイ (Nap Lajoie)
- ペドロ・マルティネス (Pedro Martinez)
- トミー・マッカーシー (Tommy McCarthy)
- ジョー・モーガン (Joe Morgan)
- キッド・ニコルズ (Kid Nichols)
- トニー・ペレス (Tony Perez)
- エッパ・リクシー (Eppa Rixey)
- ロビン・ロバーツ (Robin Roberts)
- スコット・ローレン (Scott Rolen)
- マイク・シュミット (Mike Schmidt)
- ケーシー・ステンゲル (Casey Stengel)
- ジム・トーミ (Jim Thome)
- サム・トンプソン (Sam Thompson)
- ビリー・ワグナー (Billy Wagner)
- ロイド・ウェイナー (Lloyd Waner)
- ハック・ウィルソン (Hack Wilson)

### 永久欠番
| 番号 | 選手                                             | ポジション           | 備考                 |
| ---- | ------------------------------------------------ | -------------------- | -------------------- |
| 1    | リッチー・アシュバーン(Richie Ashburn)           | 外野手、アナウンサー | 1979年指定           |
| 14   | ジム・バニング(Jim Bunning)                      | 投手                 | 2001年指定           |
| 15   | ディック・アレン(Dick Allen)                     | 一塁手、三塁手       | 2020年指定           |
| 20   | マイク・シュミット(Mike Schmidt)                 | 三塁手               | 1990年指定           |
| 32   | スティーブ・カールトン(Steve Carlton)            | 投手                 | 1989年指定           |
| 34   | ロイ・ハラディ（Harry Leroy "Roy" Halladay III） | 投手                 | 2021年指定           |
| 36   | ロビン・ロバーツ(Robin Roberts)                  | 投手                 | 1962年指定           |
| 42   | ジャッキー・ロビンソン(Jackie Robinson)          | 二塁手               | 全球団共通の永久欠番 |
| P    | グローバー・アレクサンダー(Glover Alexander)     | 投手                 | 2001年指定           |
| P    | チャック・クライン(Chuck Klein)                  | 外野手               | 2001年指定           |
| P    | エド・デラハンティ(Ed Delahanty)                 | 外野手               | 2025年指定           |
| P    | ビリー・ハミルトン(Billy Hamilton)               | 外野手               | 2025年指定           |
| P    | サム・トンプソン(Sam Thompson)                   | 外野手               | 2025年指定           |

### 歴代所属日本人選手
- 12, 9 井口資仁 (2007 - 2008)
- 99 田口壮 (2008)

## フィラデルフィア野球殿堂
1978年に設立され、フィリーズとフィラデルフィア・アスレチックスの選手を表彰している。
フィリーズからは44人が殿堂入りを果たしている。

### 殿堂入り表彰者

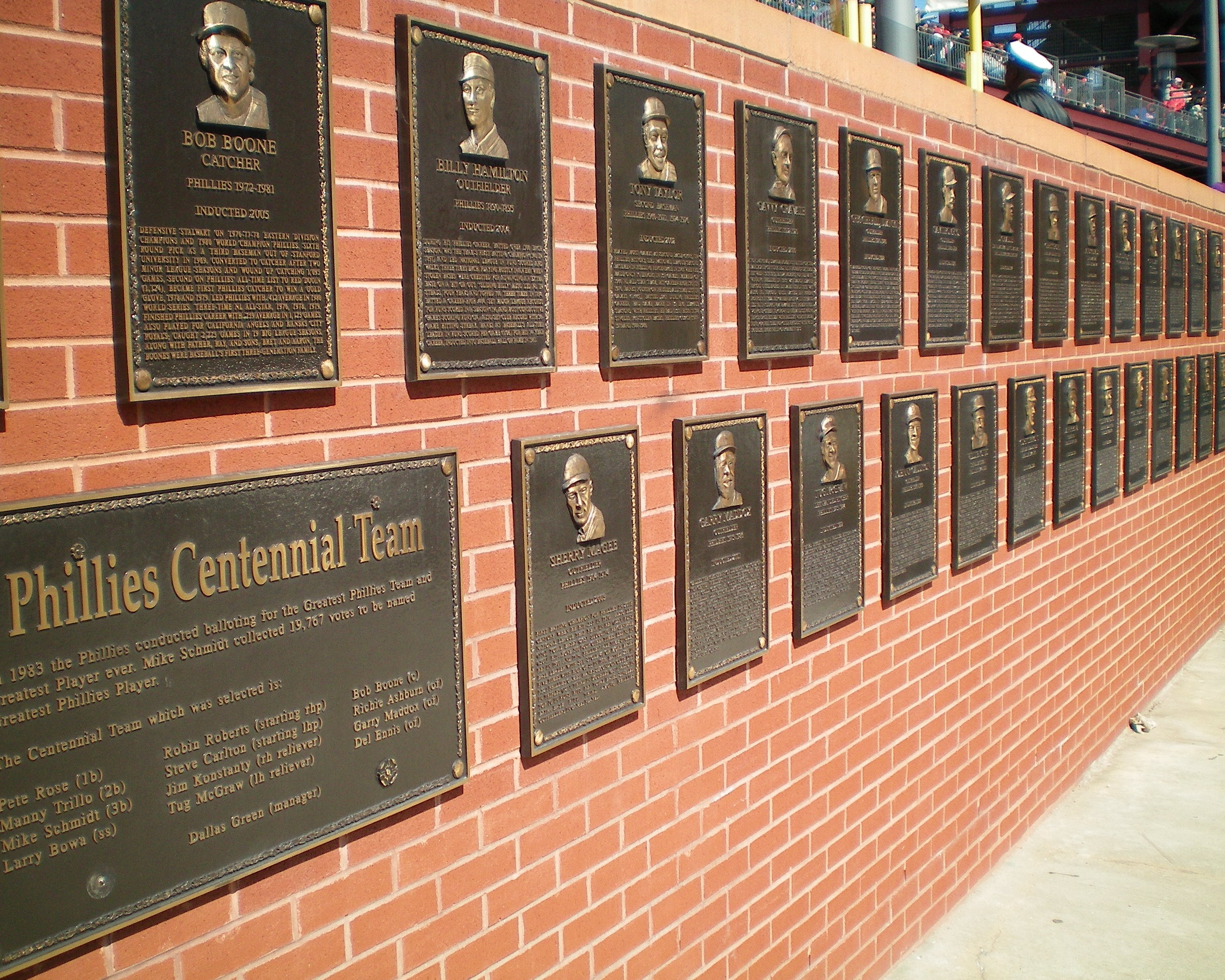
フィラデルフィア野球殿堂

- ロビン・ロバーツ（1978年）
- リッチー・アシュバーン（1979年）
- チャック・クライン（1980年）
- ピート・アレクサンダー（1981年）
- デル・エニス（1982年）
- ジム・バニング（1984年）
- エド・デラハンティ（1985年）
- サイ・ウィリアムズ（1986年）
- グラニー・ハムナー（1987年）
- ポール・オーウェンズ（1988年）
- スティーブ・カールトン（1989年）
- マイク・シュミット（1990年）
- ラリー・ボーワ（1991年）
- クリス・ショート（1992年）
- カート・シモンズ（1993年）

- ディック・アレン（1994年）
- ウィリー・ジョーンズ（1995年）
- サム・トンプソン（1996年）
- ジョニー・カリソン（1997年）
- グレッグ・ルジンスキー（1998年）
- タグ・マグロウ（1999年）
- ギャビー・クラバス（2000年）
- ギャリー・マドックス（2001年）
- トニー・テイラー（2002年）
- シェリー・マギー（2003年）
- ビリー・ハミルトン（2004年）
- ボブ・ブーン（2005年）
- ダラス・グリーン（2006年）
- ジョン・ブコビッチ（2007年）
- フアン・サミュエル（2008年）

- ハリー・カラス（2009年）
- ダレン・ドールトン（2010年）
- ジョン・クルック（2011年）
- マイク・リーバーサル（2012年）
- カート・シリング（2013年）
- チャーリー・マニエル（2014年）
- パット・バレル（2015年）
- ジム・トーミ（2016年）
- パット・ギリック（2018年）
- ロイ・ハラデイ（2018年）
- ボビー・アブレイユ（2019年）
- マニー・トリーヨ（2021年）
- ベイク・マクブライド（2022年）
- ロン・リード（2022年）

## 傘下マイナーチーム
| クラス   | チーム                                                                     | 参加リーグ                                            | 提携   | 本拠地                                                    |
| -------- | -------------------------------------------------------------------------- | ----------------------------------------------------- | ------ | --------------------------------------------------------- |
| AAA      | リーハイバレー・アイアンピッグス Lehigh Valley IronPigs                    | インターナショナルリーグ International League         | 2008年 | ペンシルベニア州アレンタウン コカ・コーラ・パーク         |
| AA       | レディング・ファイティン・フィルズ Reading Fightin Phils                   | イースタンリーグ Eastern League                       | 1967年 | ペンシルベニア州レディング ファーストエナジー・スタジアム |
| High-A   | ジャージーショア・ブルークロウズ Jersey Shore BlueClaws                    | サウス・アトランティックリーグ South Atlantic League  | 2001年 | ニュージャージー州レイクウッド ファーストエナジー・パーク |
| Single-A | クリアウォーター・スレッシャーズ Clearwater Threshers                      | フロリダ・ステートリーグ Florida State League         | 1985年 | フロリダ州クリアウォーター ブライトハウス・フィールド     |
| Rookie   | フロリダ・コンプレックスリーグ・フィリーズ Florida Complex League Phillies | フロリダ・コンプレックスリーグ Florida Complex League | 1999年 | フロリダ州クリアウォーター カーペンター・コンプレックス   |
| Rookie   | ドミニカン・サマーリーグ・フィリーズ Dominican Summer League Phillies      | ドミニカン・サマーリーグ Dominican Summer League      | 1995年 | ドミニカ共和国 ホセ・リーホ・コンプレックス               |